# قليقلة زعترية الأوراق
القليقلة الزعترية الأوراق (باللاتينية: Minuartia thymifolia) نوع نباتي يتبع جنس القليقلة من الفصيلة القرنفلية.

## الموئل والانتشار
موطنها بلاد الشام وقبرص وكريت وبعض الجزر اليونانية.